# Ruine Münchenstein
Die Ruine Münchenstein ist die Ruine einer hochmittelalterlichen Höhenburg oberhalb von Münchenstein im Schweizer Kanton Basel-Landschaft.

## Lage
Die Ruine der Burganlage liegt auf einem länglichen, schmalen Felsrücken. Es sind heute nur noch geringe Mauerreste sichtbar, welche sich über dem alten Dorfkern von Münchenstein erheben.
Wegen der Absturzgefahr – die Ruine liegt mitten im Dorf – ist der Zugang mit einem kleinen Gittertor versperrt. 

## Geschichte
Bis zur Gründung und Erbauung der Burg wird die Ortschaft, eine landwirtschaftliche Sippensiedlung, die vermutlich wenige Häuser zählte, Kekingen später Geckingen genannt. Um 1260 erwarb das erstarkende Rittersgeschlecht der Münch das zum Domkapitel Basel gehörende Dorf Geckingen im Birstal. Die Entstehungszeit der Burg lässt sich nicht genau bestimmen. Am ehesten wurde zwischen 1260 und 1275 mit dem Bau begonnen.
Gründer der Burg war vermutlich Hugo III. Münch, der in diversen Urkunden um 1270 genannt wird (eine wirkliche Geschichtsschreibung ist in dieser Zeit kaum vorhanden und auch wichtige Geschäfte wurden nur teilweise schriftlich festgehalten). Es sei darauf hingewiesen, dass die Münch in dieser Zeit eine sehr grosse Machtentfaltung betrieben und der Erstarkung der Stadt Basel mit zahlreichen Burgengründungen wie Münchsberg, Hilsenstein und Angenstein sowie Sternenfels bei Büren entgegenzuwirken versuchten. Die Münch und ihre Burg wurden rasch auch Namensgeber für das Dorf. Ab dem Jahr 1279 erschien das ehemalige Geckingen unter dem Namen Münchenstein.
Burg und Dorf waren nur sehr kurze Zeit Eigengut der Münch, denn um 1270 übergaben sie es an die Grafen von Pfirt und erhielten es als Lehen zurück. Dies war zu der Zeit – ohne ein einheitliches rechtliches System im heutigen Sinne – ein üblicher Vorgang, um sich des rechtlichen und militärischen Schutzes einer stärkeren Macht zu versichern. In diesem Falle dürfte es sich um die Auseinandersetzung zwischen den Habsburgern und dem Bischof von Basel handeln, bei denen die Münch auf bischöflicher Seite standen. Die Münch lagen aber zeitweise auch mit der Stadt Basel in offener Fehde, so zum Beispiel 1409, als Münchensteiner Untertanen nach Basel zogen.
Mit dem Tod des letzten Grafen von Pfirt, Ulrich III., im März 1324 in Basel, fiel die Lehnsgewalt erbweise an das Haus Habsburg-Österreich. Erbgräfin Johanna von Pfirt war durch Heirat mit Herzog Albrecht II. von Habsburg, Herzogin von Österreich.
1334 wurde die Burg fertiggestellt und hatte ihre grösste Ausdehnung. Im Jahre 1356 beschädigte das grosse Basler Erdbeben auch die Burg Münchenstein, die aber rasch wieder repariert wurde. 1371 kam Konrad Münch durch Heirat mit Katharina von Löwenberg auch in den Besitz der Herrschaft von Muttenz samt den Burgen auf dem Wartenberg.
Während der dritten Phase des Alter Zürichkriegs (Schlacht bei St. Jakob an der Birs, 26. August 1444) versammelten sich zwar adlige österreichische Parteigänger im Dorf Münchenstein, um den Ausgang der Schlacht abzuwarten, Hans Thüring Münch öffnete ihnen aber die Burg Münchenstein nicht, sondern versuchte sie schnellstmöglich wieder loszuwerden, was sich als kluger Schachzug erwies.
1468 überfiel Solothurn im Rahmen seiner nordwärts gerichteten Expansionspolitik die Burg Münchenstein und eroberte sie im Handstreich, musste sie aber 1469 wieder an die Münchs zurückgeben.
Nach dem Tode von Hans Thüring Münch 1449 lieferten sich seine beiden Söhne Hans und Konrad einen langjährigen Rechtsstreit um das Erbe, was den wirtschaftlichen Ruin der Familie einleitete. Streit, Misswirtschaft und Überfälle (zum Beispiel Solothurn) trieben die Münch in die Schuldenfalle, sodass sie nach dem Tod von Hans Münch 1470 Dorf und Burg an die Stadt Basel verpfänden mussten. Der Pfandvertrag wurde am 18. Juli 1470 abgeschlossen, und somit ging die Herrschaft über Münchenstein, vorerst nur leihweise, erstmals in städtische Hände über. Konrad Münch von Münchenstein durfte aber als Vogt ab 1477 weiter die Burg bewohnen, bis im Jahre 1482 der Pfandvertrag ablief. Mit dem Auslaufen des Vertrages und auf Grund seiner schlechten Verwaltungsarbeit und Rechnungsführung musste Konrad die Burg verlassen.
Im Jahre 1487 versuchten die Solothurner erneut, die Burg durch einen Überfall in ihre Gewalt zu bringen – zuvor hatte der wütende Konrad ihnen schon unrechtmässig die Herrschaft Münchenstein verkauft. Der Überfall misslang den Solothurnern aber, weil der neue Basler Vogt genügend aufmerksam war. Das eidgenössische Schiedsgericht bestätigte im August 1487 den rechtlichen Anspruch Basels auf Münchenstein auf Grund des Pfandbriefes von 1470.

Burg und Dorf Münchenstein im Jahr 1738 durch Emanuel Büchel gezeichnet

Infolge des weiteren Niedergangs der Münch konnten sie die Pfandsummen nicht mehr bezahlen und schon gar nicht das Pfand auslösen. Deshalb waren die Münchs im Jahre 1515 gezwungen, ihre ganze Herrschaft Münchenstein an die Stadt Basel zu verkaufen. Gleichzeitig wurde von Kaiser Maximilian auch der Lehensstatus gelöscht. Die Burg wurde nunmehr zu einem Basler Landvogtsitz.
Im Jahr 1798 – im Umfeld der Revolutionsgeschehnisse – verliess der letzte Obervogt die Burg. Im Gegensatz zu anderen Basler Landvogteischlössern wie der Farnsburg, der Homburg oder der Waldenburg wurde die Burg Münchenstein jedoch nicht angezündet. Die Basler Landvögte hatten sich hier durch ein gemässigteres Verhalten gegenüber der Bevölkerung ausgezeichnet. Im März 1798 wurde die schon recht baufällige Burg dann an die Gemeinde Münchenstein verkauft. Die Güter wurden ebenfalls aufgeteilt und verkauft und die Burg als Steinbruch benutzt.
Der Vollständigkeit halber sei noch die zur Herrschaft gehörende Birsbrücke beim Bruckgut erwähnt. Diese brachte den Münch regelmässige Einkünfte durch Brückenzölle, denn es gab zu jener Zeit, auf Grund des stark mäandrierenden Birslaufes, nur wenige taugliche Birsübergänge.

## Anlage

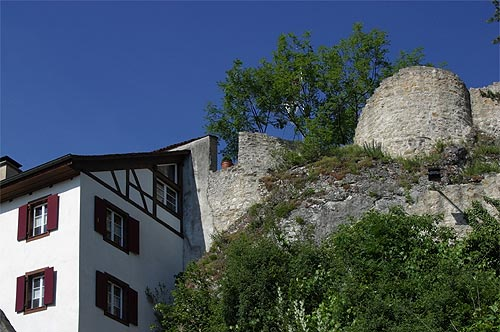
Mauerrest an SW-seite der Oberburg

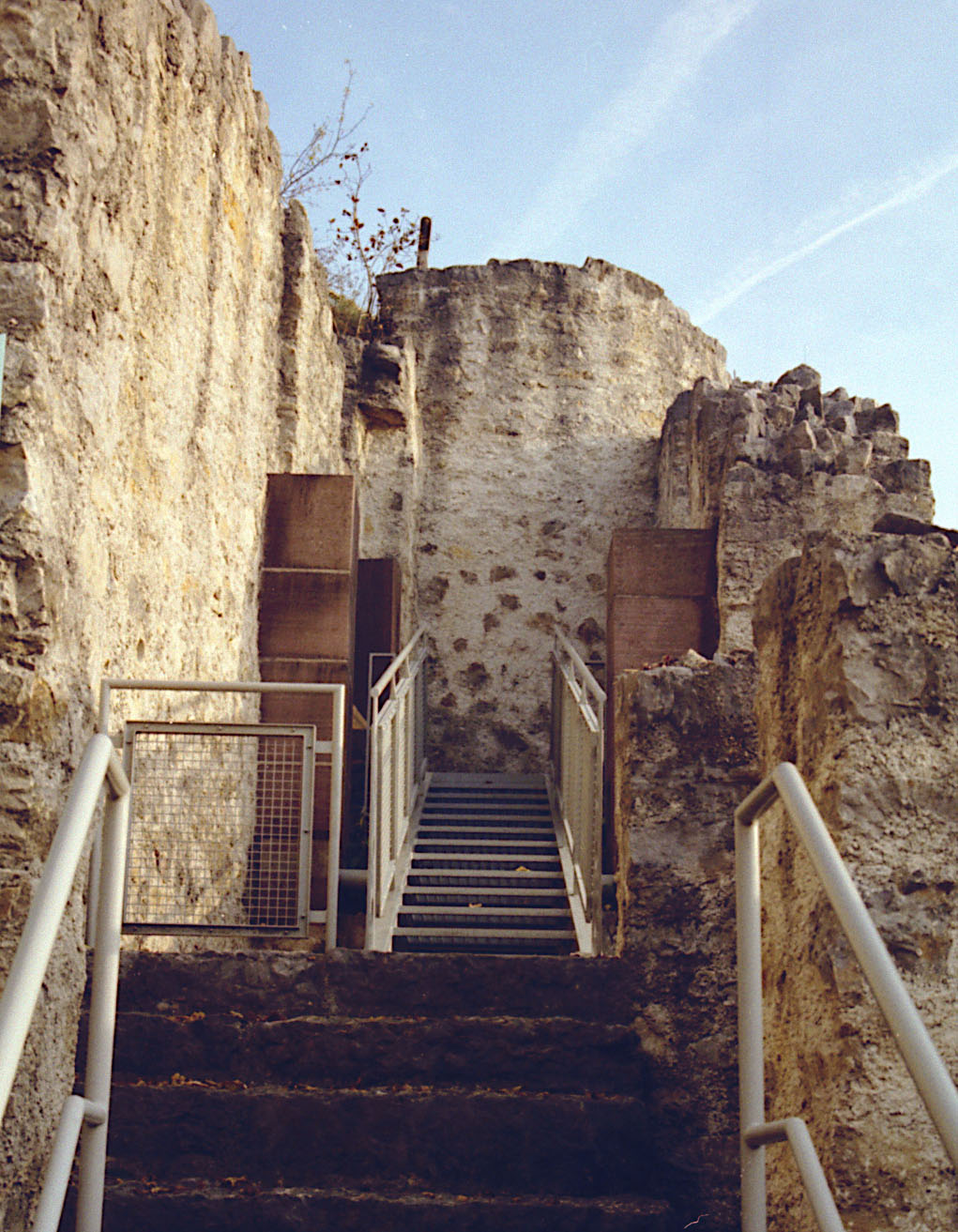
Zwinger zur Oberburg

Da der Felsgrat, auf dem die Burg errichtet wurde, sehr schmal und abfallend ist, wurde die Kernburg der Anlage in eine Ober- und Unterburg gegliedert und mit eher engen, aber hohen Gebäuden aufgeführt. Dazu kommt noch die Vorburg, die vor allem aus dem vollständig ummauerten Dorf Münchenstein bestand. Da die Anlage stark als Steinbruch genutzt wurde, kann deren Aussehen nur zu einem geringen Teil aus den Resten rekonstruiert werden, und es müssen Abbildungen herangezogen werden, die aber erst im 17. Jahrhundert wirklich einsetzen.
Auf dem höchsten Punkt in der Oberburg stand ein massiver Rundturm, der Bergfried, der durch einen kleinen Hof vom mehrgeschossigen Palas getrennt war. Südöstlich befand sich ein weiteres Wohngebäude (Rauchabzüge, Aborterker), das an den Bering angelehnt war. Aussergewöhnlich ist die Konstruktion der Brücke im Zwinger zur Oberburg. Sie konnte wegen der Enge und der Steilheit des Aufganges zur Oberburg nicht als Zugbrücke ausgeführt werden (zu spitzwinkliger Ansatz der Kräfte). Stattdessen wurde sie als Kippbrücke ausgeführt, die in der Mitte der Brücke auf einem quergelegten Balken auflag: Wurde die Sperre gelöst, kippte die Brücke um diesen Balken in senkrechte Stellung in der Mitte zwischen den beiden Brückenenden und verhinderte so den Zugang zum Tor der Oberburg.
Die Unterburg befand sich auf einer schmalen, nordwestlich der Oberburg liegenden Felsterrasse. Sie war ebenfalls von einer zinnenbewehrten Umfassungsmauer umgeben, an die sich inwendig ein Gebäude mit Pultdach anlehnte, dessen Zweck nicht genauer bestimmbar ist.
Der nördliche Teil der Umfassungsmauer des Dorfes – bzw. der Vorburg – beginnt an der Mauer der Unterburg, setzt sich zum nördlichen Baslertor fort und führte von dort nach Westen und Süden um das ganze Dorf herum. Die südliche Mauer zweigte hingegen bereits von der südöstlichen Ecke der Oberburg ab, führte zum südlichen Obertor und dann nach Westen und Norden um das Dorf Münchenstein herum, wo sie sich mit der nördlichen Mauer vereinigte.

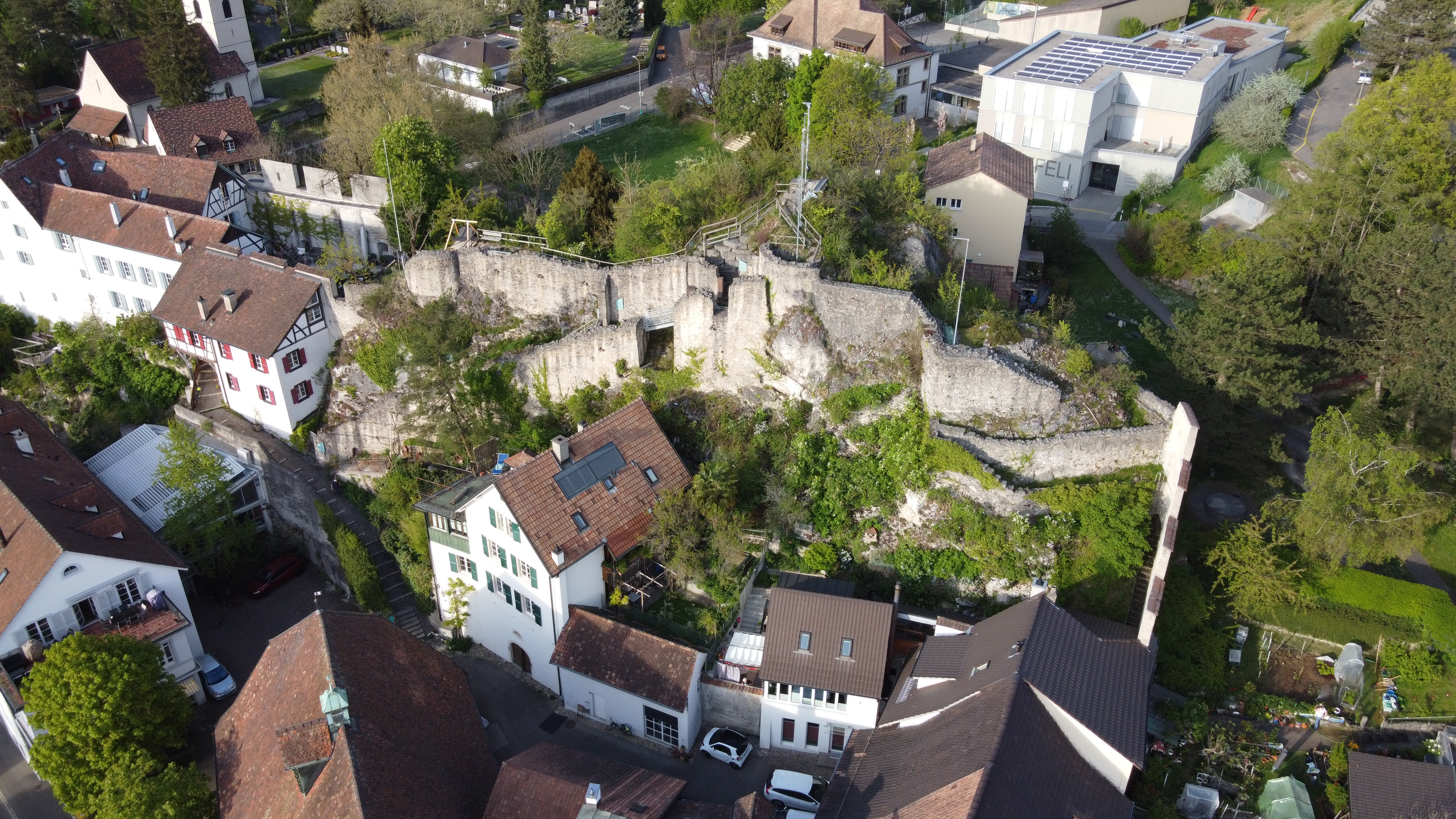
Die Ruine Münchenstein aus der Vogelperspektive.

Durch das Dorf zog sich die Landstrasse von Basel nach Dornach, sodass die das Dorf umgebende Mauer zwei Tore besass – das Baslertor im Norden und das Obertor im Süden. Die Bedachung der Tortürme wird auf einem Stich von Matthäus Merian mit Zinnenkranz oder mit Dächern wiedergegeben. Vor diesen Toren befanden sich Bachgräben, die ursprünglich durch Zugbrücken, ab dem 17. Jahrhundert durch steinerne Brücken überwunden wurden. Im Westen bot eine steil gegen die Birsniederung hin abfallende Böschung Schutz, und im Osten befand sich der Schlossfelsen.